# 松本亮
松本 亮（まつもと りょう、1927年1月21日 - 2017年3月9日）は、日本の詩人、舞踊評論家、翻訳家。本名、松本 保。ジャワの影絵芝居ワヤン研究の第一人者である。日本ワヤン協会会長。

## 生涯
和歌山県生まれ。大阪外国語大学フランス語学科卒業。金子光晴に師事したが、のちインドネシアの影絵芝居ワヤンに関心を抱く。1964年から平凡社に勤務した。
1998年、インドネシアから文化功労勲章を授与された。バレエ「白狐の湯」（谷崎潤一郎原作）、「高野聖」（松山バレエ団で上演）の台本・演出を担当した。
2017年3月9日、多臓器不全のため死去。90歳没。

## 著書
- 『ポケットの中の孤独 詩集』（ユリイカ） 1960
- 『アンコール文明 その妖炎なる底流をさぐる』（富士新書） 1967
- 『人間、吹かれゆくもの 松本亮詩集』（あいなめ会、あいなめ叢書） 1970
- 『ジャワ影絵芝居考』（濤書房） 1975
- 『ワヤン ジャワの影絵芝居』（平凡社カラー新書） 1977
- 『マハーバーラタの蔭に』（ワヤン協会） 1981、のち八幡山書房 1996
- 『ワヤン人形図鑑』（めこん） 1982
- 『ジャワ夢幻日記』（めこん） 1984
- 『悲しい魔女 インドネシアの物語』（筑摩書房、ちくま少年図書館） 1986
- 『ラーマーヤナの夕映え ジャワ影絵芝居の物語にそって』（八幡山書房） 1993.6
- 『ワヤンを楽しむ』（めこん） 1994
- 『ジャワ舞踊バリ舞踊の花をたずねて その文学・ものがたり背景をさぐる』（めこん） 2011

### 共著
- 『新雑事秘辛』（金子光晴、松本聞き手、濤書房） 1971

## 翻訳
- 『クメールの彫刻 アンコール文明の残像』（マドレーヌ・ジトー、美術出版社） 1966
- 『クラシック・バレエ 基礎用語と技法』（リンカーン・カーステイン, ミュリエル・スチュワート, カーラス・ダイヤー

、森乾共訳、音楽之友社） 1967
- 『世界女性史』（ゴンザッグ・トリュック、森乾共訳、久保書店） 1971
- 『ワヤンの基礎』（セノ・サストロアミジョヨ、竹内弘道, 疋田弘子共訳、めこん） 1982
- 『ビモのおにたいじ ジャワの影絵しばい』（ヌロールスティッヒサーリン・スラムット再話、ノノ・スグルノー絵、ほるぷ出版） 1985
- 『ワヤン・ジャワ、語り集成 マハーバーラタ編』（八幡山書房） 2009

## 参考
- 『金子光晴の思い出』（上杉浩子、構想社） 1978